# Don't look back!
〈Don't look back!〉은 NMB48의 11번째 싱글이다.

## 개요
전작 〈답지 않아〉로부터 약 4개월 만의 발매이다.

## 수록곡

### 통상반 Type-A
자켓 사진 (표지):오오타 유리·카시와기 유키·카토 유카·코타니 리호·죠니시 케이·스도 리리카·니시무라 아이카·야마다 나나·야마모토 사야카·요시다 아카리
CD
1. Don't look back!
(작사: 아키모토 야스시 / 작곡: Carlos K. / 편곡: 무토 세이지)
2. 卒業旅行 / 졸업 여행
(작사: 아키모토 야스시 / 작곡·편곡: 시마자키 타카미츠)
3. 恋愛ペテン師 / 연애 사기꾼 - Team N
(작사: 아키모토 야스시 / 작곡·편곡: 와다 코헤이)
4. Don't look back! off vocal ver.
5. 卒業旅行 off vocal ver.
6. 恋愛ペテン師 off vocal ver.

DVD
1. Don't look back! 뮤직 비디오
2. Don't look back! 뮤직 비디오 댄싱 버전
3. 恋愛ペテン師 뮤직 비디오
4. 青春のラップタイム 뮤직 비디오

### 한정반 Type-A
자켓 사진 (표지):오오타 유리·카시와기 유키·스도 리리카·야마다 나나·야마모토 사야카
CD
1. Don't look back!
2. ニーチェ先輩 / 니체 선배 - 남바 철포대 기지 육
(작사: 아키모토 야스시 / 작곡·편곡: 카타기리 슈타로)
3. 恋愛ペテン師 / 연애 사기꾼 - Team N
4. Don't look back! off vocal ver.
5. ニーチェ先輩 off vocal ver.
6. 恋愛ペテン師 off vocal ver.

DVD
1. NMB48 4th Anniversary Live (2014년 10월 14일)

### 통상반 Type-B
자켓 사진 (표지):쿠시로 리나·시로마 미루·타니가와 아이리·후지에 레이나·무라세 사에·야구라 후코·야마다 나나
CD
1. Don't look back!
2. 卒業旅行 / 졸업 여행
3. ハート、叫ぶ。 / 하트, 외치다. - Team M
(작사: 아키모토 야스시 / 작곡: 후지모토 타카노리 / 편곡: 노나카 “마사” 유이치)
4. みんな、大好き / 모두, 정말 좋아해 - 야마다 나나
(작사: 아키모토 야스시 / 작곡: 이노우에 토모노리 / 편곡: 쿠시타 마인)
5. Don't look back! off vocal ver.
6. 卒業旅行 off vocal ver.
7. ハート、叫ぶ。 off vocal ver.
8. みんな、大好き off vocal ver.

DVD
1. Don't look back! 뮤직 비디오
2. Don't look back! 뮤직 비디오 댄싱 버전
3. ハート、叫ぶ。 뮤직 비디오
4. 友達 라이브 뮤직 비디오

### 한정반 Type-B
자켓 사진 (표지):시로마 미루·후지에 레이나·야구라 후코·야마다 나나
CD
1. Don't look back!
2. ニーチェ先輩 / 니체 선배 - 남바 철포대 기지 육
3. ハート、叫ぶ。 / 하트, 외치다. - Team M
4. みんな、大好き / 모두, 정말 좋아해 - 야마다 나나
5. Don't look back! off vocal ver.
6. ニーチェ先輩 off vocal ver.
7. ハート、叫ぶ。 off vocal ver.
8. みんな、大好き off vocal ver.

DVD
1. NMB48 4th Anniversary Live (2014년 10월 15일)

### 통상반 Type-C
자켓 사진 (표지):이치카와 미오리·우메다 아야카·카도와키 카나코·쿠사카 코노미·시부야 나기사·야부시타 슈·야마다 나나·와타나베 미유키
CD
1. Don't look back!
2. 卒業旅行 / 졸업 여행
3. ロマンティックスノー / 로맨틱 스노 - Team BII
(작사: 아키모토 야스시 / 작곡: 우치야에 유카 / 편곡: 와카타베 마코토)
4. Don't look back! off vocal ver.
5. 卒業旅行 off vocal ver.
6. ロマンティックスノー off vocal ver.

DVD
1. Don't look back! 뮤직 비디오
2. Don't look back! 뮤직 비디오 댄싱 버전
3. ロマンティックスノー 뮤직 비디오
4. 특전 영상 NMB48 feat.요시모토 신 희극 Vol.11

### 한정반 Type-C
자켓 사진 (표지):시부야 나기사·야부시타 슈·야마다 나나·와타나베 미유키
CD
1. Don't look back!
2. ニーチェ先輩 / 니체 선배 - 남바 철포대 기지 육
3. ロマンティックスノー / 로맨틱 스노 - Team BII
4. Don't look back! off vocal ver.
5. ニーチェ先輩 off vocal ver.
6. ロマンティックスノー off vocal ver.

DVD
1. NMB48 4th Anniversary Live (2014년 10월 16일)

### 극장반
자켓 사진 (표지):야마다 나나·야마모토 사야카·와타나베 미유키
CD
1. Don't look back!
2. 卒業旅行 / 졸업 여행
3. ニーチェ先輩 / 니체 선배 - 남바 철포대 기지 육
4. Don't look back! off vocal ver.
5. 卒業旅行 off vocal ver.
6. ニーチェ先輩 off vocal ver.

## 선발 멤버

### Don't look back!
(센터:야마다 나나)
- 이치카와 미오리, 우메다 아야카, 오오타 유리, 카시와기 유키, 카토 유카, 카도와키 카나코, 쿠사카 코노미, 쿠시로 리나, 코타니 리호, 시부야 나기사, 죠니시 케이, 스토 리리카, 시로마 미루, 타니가와 아이리, 니시무라 아이카, 후지에 레이나, 무라세 사에, 야구라 후코, 야부시타 슈, 야마다 나나, 야마모토 사야카, 요시다 아카리, 와타나베 미유키

### 졸업 여행
- 오키타 아야카, 카도와키 카나코, 카와카미 레나, 키시노 리카, 키노시타 하루나, 키노시타 모모카, 코타니 리호, 콘도 리나, 죠니시 케이, 시로마 미루, 야마기시 나츠미, 야마구치 유키, 야마다 나나, 야마모토 사야카, 요시다 아카리, 와타나베 미유키

### 니체 선배
〈남바 철포대 기지 육〉 명의
(센터:스토 리리카)
- 아카시 나츠코, 우메다 미레이, 카와카미 치히로, 죠 에리코, 스토 리리카, 나카노 레이나, 야마오 리나

### 연애 사기꾼
〈Team N〉 명의
(센터:야마모토 사야카)
- 아카시 나츠코, 이시다 유미, 오오타 유리, 카시와기 유키, 카토 유카, 키시노 리카, 코노 사키, 코가 나루미, 코타니 리호, 죠 에리코, 죠니시 케이, 스토 리리카, 니시자와 루리나, 니시무라 아이카, 무라시게 안나, 무로 카나코, 야마오 리나, 야마기시 나츠미, 야마구치 유키, 야마모토 사야카, 요시다 아카리

### 하트, 외치다.
〈Team M〉 명의
(센터:시로마 미루, 야구라 후코)
- 아즈마 유키, 이시즈카 아카리, 우노 미즈키, 오키타 아야카, 카와카미 레나, 키노시타 모모카, 쿠시로 리나, 콘도 리나, 시로마 미루, 타카노 유이, 타케이 사라, 타니가와 아이리, 나카노 레이나, 후지에 레이나, 마츠무라 메구미, 미우라 아리사, 미타 마오, 무라카미 아야카, 무라세 사에, 모리타 아야카, 야구라 후코, 야마다 나나

### 모두, 정말 좋아해
- 야마다 나나

### 로맨틱 스노
〈Team BII〉 명의
(센터:와타나베 미유키)
- 이지리 안나, 이소 카나에, 이치카와 미오리, 우메다 미레이, 우메다 아야카, 오오단 마이, 카도와키 카나코, 카미에다 에미카, 카와카미 치히로, 키노시타 하루나, 쿠사카 코노미, 쿠로카와 하즈키, 시부야 나기사, 테루이 호노카, 나이키 코코로, 하야시 모모카, 마츠오카 치호, 야부시타 슈, 와타나베 미유키